# 황중이
황중이(중국어 정체자: 黃忠義, 간체자: 黄忠义, 병음: Huáng Zhōngyì, 한자음: 황충의, 1967년 10월 12일~)는 중화민국의 야구 선수, 지도자이다. 1992년 하계 올림픽에서 중화 타이베이 대표팀 소속으로 은메달을 획득했다.